# Hekwerk De Nederlandsche Bank
Het Hekwerk van De Nederlandsche Bank was een kunstwerk in Amsterdam-Centrum.
Het gebouw van De Nederlandsche Bank (DNB) aan het Westeinde 1 heeft ter hoogte van de scheiding begane grond en eerste etage een overstek (overhangend gevelelement). Onder en boven die overstek is glas het meest toegepaste materiaal. Om dat glas te beschermen werd een hekwerk toegepast dat dus geheel rondom het gebouw tussen grondplaat, pijlers en overstek werd geplaatst. Het hekwerk was geheel wit geschilderd. De Nederlandsche Bank onder leiding van Wim Duisenberg wilde een vriendelijker uitstraling, het gebouw stond al jaren hoog genoteerd in de lijst van lelijkste gebouwen van de stad.
De Kunstcommissie van DNB nodigde kunstenaar Peter Struycken uit tot het maken van een kunstwerk. Struycken is gespecialiseerd in kleurschakeringen. Struycken verklaarde tegenover Het Parool, dat hij wel veertig voorstudies had gemaakt. Uiteindelijk kwam hij met een simpele oplossing. Struycken liet zich inspireren door de roodbruine gevelelementen van de bank. Het raster zoals dat naar de kijker is geplaatst hield hij wit. Echter, het raamwerk in de diepte beschilderde hij met slechts twee kleuren: oranje en blauw. Deze wijze van schilderen heeft als effect dat als men recht voor een stuk hekwerk staat, men ook alleen het witte hekwerk ziet. Als men even schuin wegkijkt, ziet men pas de schakeringen. Daarbij treedt af en toe gezichtsbedrog op; het lijkt erop, dat het oog geschilderde vlakken waarneemt, waar er slechts open ruimte is.
Het kunstwerk heeft een lengte van meer dan 400 meter en is vier meter hoog; de totale oppervlakte werd tijdens het schilderen geschat op 1.800 m². Het kunstwerk was te vinden aan de vier straten waaraan het bankgebouw grenst: Westeinde, Oosteinde, Frederiksplein en Sarphatikade. In het originele contract stond dat het werk minstens tien jaar te zien zou zijn om daarna vervangen te worden door een nieuw kunstwerk. Bank en kunstenaar waren er echter zo tevreden over dat het langer bleef zitten.
Desalniettemin was de kunstenaar droevig gestemd toen hij in de jaren tien van de 21e eeuw te horen kreeg dat het hekwerk met kunst de op handen zijnde verbouwing, die in 2020 startte, niet zou overleven. Een van de redenen om het niet terug te zetten was dat de DNB een opener uitstraling wilde met een glasgevel. De kunstenaar is echter van mening dat juist het kunstwerk zorgde voor openheid in de massieve glasgevel. De kunstenaar dacht naar aanleiding van een bericht van de bank dat het werk afgebroken kon worden omdat de termijn van tien jaar erop zat en "dat iemand eindelijk een argument had gevonden om het te laten verdwijnen". Hij was van mening dat het kunstwerk als een voile rondom het gebouw hing.
In juni 2021 werd bekend dat na bemiddeling door Heemschut (een deel van) het hekwerk naar het Mien Ruyspark in Bergeijk gaat.